# Ostrogi bramne 3A i 3B

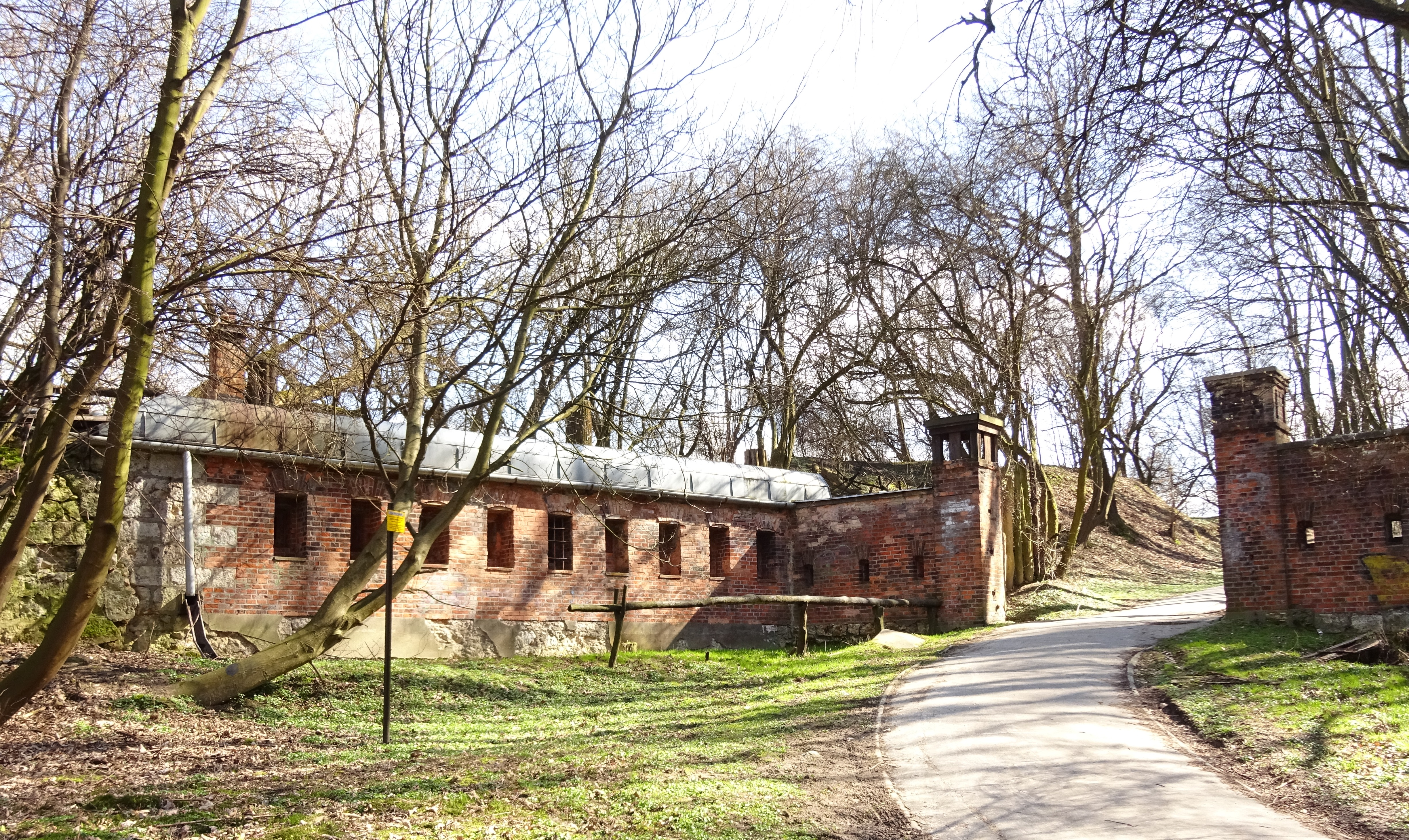
Ostróg bramny 3a

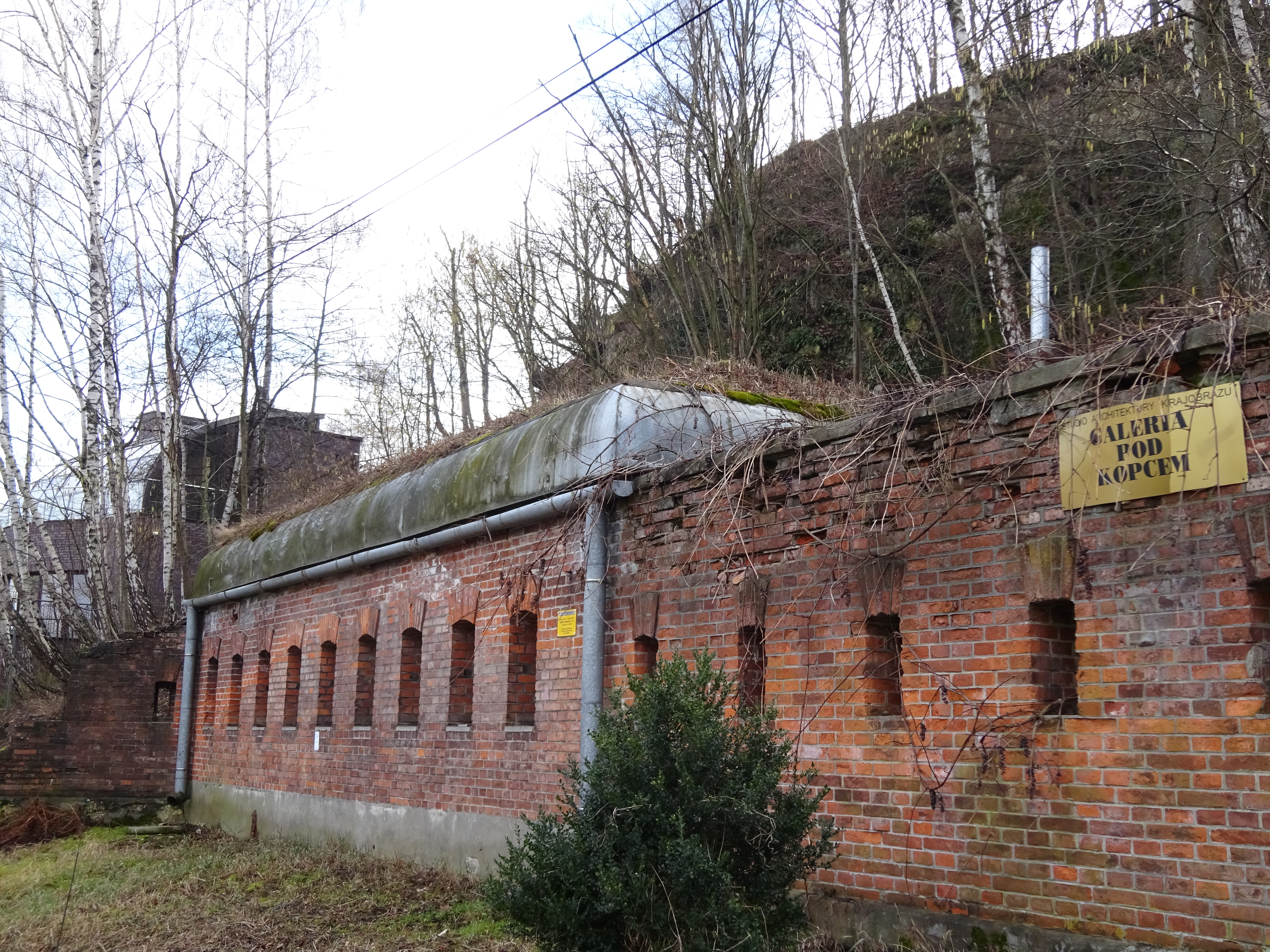
Ostróg bramny 3b

Dwie bramy forteczne 3a i 3b wraz z ostrogami – należą do zespołu obronnego Fortu 2 Kościuszko. Broniły wjazdu do fortu od północnego wschodu. Górna brama zachowała się w całości, a z dolnej jedynie ostróg bramny. Bramy znajdują się przy ul. Hoffmana w Krakowie.